# Словенское Приморье

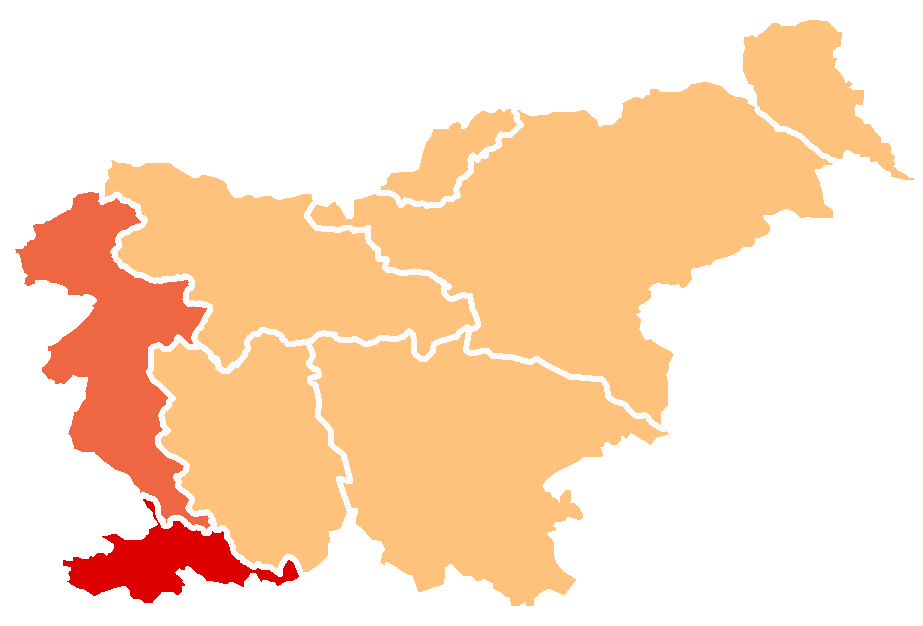
Приморье на карте Словении

Словенское Приморье (словен. Primorska; итал. Litorale; нем. Küstenland) — западная часть Словении, прилегающая к Адриатическому морю, частично расположенная на территории двух исторических областей — Горица и Истрия. До образования Югославии эти земли входили в состав габсбургского коронного края Австрийское Приморье.
В результате Первой мировой войны эта область под названием Венеция-Джулия была оккупирована итальянцами. Так как главные города области — Гориция и Триест — остались за Италией и после Второй мировой войны, на территории Словенского Приморья в продолжение XX века выросли новые экономические центры — Копер и Нова-Горица.